# Observation millimétrique

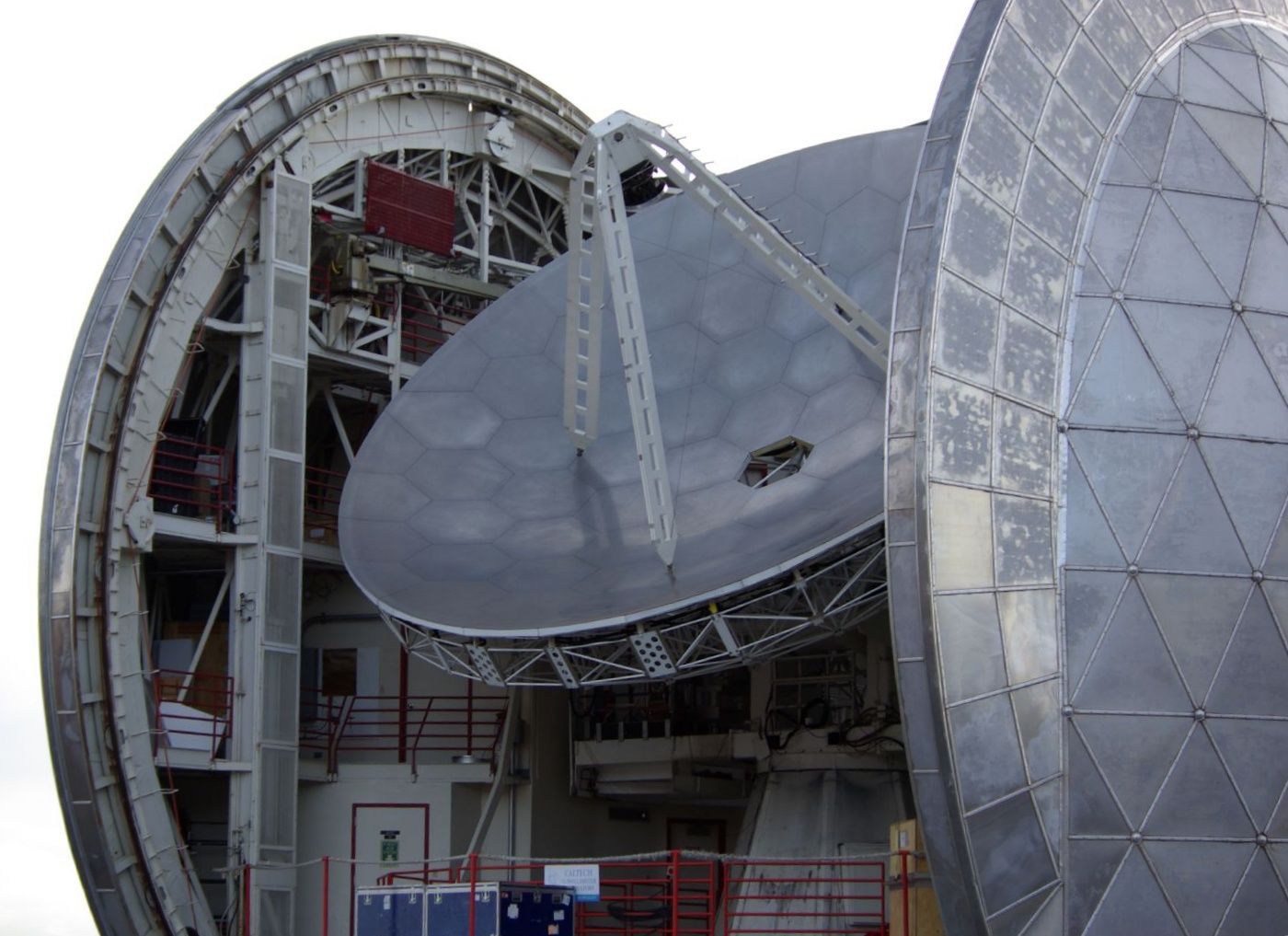
Le Caltech Submillimeter Observatory à l'observatoire du Mauna Kea a été commissionné en 1988, et a une antenne de 10,4 m (34 ft).

L'observation millimétrique consiste à étudier des longueurs d'onde de l'ordre du millimètre (soit 300 GHz) à l'aide de radiotélescopes afin de recueillir des informations sur le milieu interstellaire ainsi que sur les objets qui le constituent.

## Utilité
L'essentiel de la matière de l'univers étant froide (quelques dizaines de kelvins : c’est-à-dire environ −250 °C), celle-ci n'émet pas de lumière visible. De telles molécules n'émettent que de l'infrarouge et des ondes millimétriques. C'est pourquoi l'utilisation de télescopes optiques ne permet pas à elle seule de découvrir tous les éléments composant notre univers. C'est la raison pour laquelle les radiotélescopes ont été conçus.

## Objectifs
L'étude des ondes radio, et dans ce cas précis des ondes millimétriques, s'inscrit dans le cadre de l'observation spectroscopique. Ce qui permet d'étudier les différents constituants de notre univers. Voici quels sont ses principaux buts :
- L'étude de l'univers jeune à travers l'observation de galaxies distantes
- L'étude des jets galactiques
- L'étude de la formation des étoiles à travers l'observation des nuages moléculaires (comme celui d'Orion) et la détection de proto-étoiles
- L'étude de la formation des planètes
- La recherche d'exoplanètes par astrométrie
- L'étude du système solaire reposant sur l'étude des poussières et sur celle des atmosphères de différentes planètes comme Mars et Vénus (ce dernier sujet permettra par exemple de se faire une meilleure idée de leur dynamique atmosphérique ou encore de détecter la présence d'eau)

## Instruments d'observation
Afin de mener à bien ces recherches, les astronomes disposent de deux types de radiotélescopes : les simples et les interféromètres (réseau de plusieurs antennes)
1. Radiotélescopes millimétriques/submillimétriques simples
  - Atacama Pathfinder Experiment (APEX)
  - Heinrich Hertz Submillimeter Telescope Observatory (HHSTO)
  - James Clerk Maxwell Telescope (JCMT)
  - Radiotélescope ARO de 12 m (KP12m)
  - Mopra 22-m telescope
  - Télescope de 45 mètres de l'observatoire radio de Nobeyama (NRO 45-m Telescope)
  - Owens Valley Radio Observatory (OVRO)
  - Radiotélescope de Pico Veleta
  - Swedish-ESO Submillimetre Telescope (SEST)
2. Interféromètres millimétriques/submillimétriques
  - Atacama Large Millimeter Array (ALMA)
  - Australia Telescope Compact Array (ATCA)
  - Berkeley Illinois Maryland Array (BIMA)
  - Combined Array for Research in Millimeter-wave Astronomy (CARMA)
  - Nobeyama Millimeter Array (NMA)
  - Owens Valley Radio Observatory (OVRO)
  - Plateau de Bure